# Rijnwoude
Rijnwoude  è stata una municipalità dei Paesi Bassi situata nella provincia della dell'Olanda Meridionale soppressa il 1º gennaio 2014. Il suo territorio è stato incorporato nel territorio comunale di Alphen aan den Rijn.
Fu istituita il 1º gennaio 1991, col nome di Rijneveld, dalla fusione delle municipalità di Benthuizen, Hazerswoude e Koudekerk aan den Rijn.